# Хроогомфус
Хроого́мфус (лат. Chroogomphus) — род грибов семейства мокруховые (Gomphidiaceae). До 1964 года рассматривался в качестве подрода рода Gomphidius.
Синонимы:
- Gomphidius subg. Chroogomphus Singer, 1948basionym

## Описание
- Шляпка с сухой или клейкой, а не слизистой, в отличие от рода Мокруха, жёлто-розового, охряно-жёлтого или тёмно-коричневого цвета.
- Гименофор пластинчатый, сначала бледно-жёлто-розового, затем грязно-охристого, в конце серо- или грязно-коричневого от спор цвета.
- Мякоть чаще всего одного цвета со шляпкой, иногда белее её, с возрастом приобретает винно-красный оттенок.
- Ножка часто утончённая книзу, иногда с утолщением в центре, волокнистая, войлочная, рыжеватого, охристо-жёлтого или жёлто-оранжевого цвета, с грязно-розовым или жёлтовато-розовым мицелием в основании.
- Споровый порошок чёрно-бурого цвета. Споры 12—29×4,5—11 мкм, тёмно- или светло-коричневого цвета.

### Экология
- Произрастают в смешанных и хвойных лесах, образуют микоризу с хвойными деревьями.

## Виды
- Chroogomphus asiaticus O. K. Mill. & Aime, 2001
- Chroogomphus flavipes (Peck) O. K. Mill., 1964
- Chroogomphus fulmineus (R. Heim) Courtec., 1988
- Chroogomphus helveticus (Singer) M. M. Moser, 1967
- Chroogomphus jamaicensis (Murrill) O. K. Mill., 1964
- Chroogomphus leptocystis (Singer) O. K. Mill., 1964
- Chroogomphus loculatus Trappe & O. K. Mill., 1970
- Chroogomphus ochraceus (Kauffman) O. K. Mill., 1964
- Chroogomphus papillatus (Raithelh.) Raithelh., 1983
- Chroogomphus pseudotomentosus O. K. Mill. & Aime, 2001
- Chroogomphus pseudovinicolor O. K. Mill., 1967
- Chroogomphus purpurascens (Lj. N. Vassiljeva) M. M. Nazarova, 1990 — Мокруха краснеющая
- Chroogomphus rutilus (Schaeff.) O. K. Mill., 1964 — Мокруха пурпуровая
- Chroogomphus sibiricus (Singer) O. K. Mill., 1964 — Мокруха сибирская
- Chroogomphus superiorensis (Kauffman & A. H. Sm.) Singer, 1975
- Chroogomphus testaceus (Fr.) Príhoda, 1987
- Chroogomphus tomentosus (Murrill) O. K. Mill., 1964 — Мокруха войлочная
- Chroogomphus vinicolor (Peck) O. K. Mill., 1964